# Emerencie
Emerencie je staré ženské jméno latinského původu. Pochází ze slova emereor, které znamená důstojná či zasloužilá. Dle maďarského kalendáře svátek slaví dne 23. ledna. Podle evropské tradice z 15. století byla svatá Emerencie babičkou Panny Marie. Svatá Emerenciána byla římská mučednice ve 4. století n. l.
K roku 2014 žilo na světě přibližně 4 076 nositelek jména Emerencia, z nichž nejvíce žilo v Kamerunu. V Evropě se nejvíce vyskytuje na Slovensku a v Maďarsku, v Česku je vzácné a průměrný věk nositelek je vysoký (82 let).

## Domácké podoby
Mezi domácké podoby křestního jména Emerencie patří Ema, Emerka, Emeruška, Emerenka apod.

## Známé osobnosti
- Emerencie z Dübenu – švédská šlechtična
- Emerentia Polhemová – švédská spisovatelka
- Emerencia Siry-Király – maďarská volejbalistka
- Johanna Emerencie Gallasová – česká hraběnka
- Johanna Emerentia Bilangová – švédská malířka
- Františka Xavera Běhálková, celým jménem Františka Terezie Emerencie Xaverie Běhálková – česká industriální učitelka
- Marie Františka Emerencie z Lodronu – česká hraběnka